# فرودگاه منطقه‌ای برینرد لیک
فرودگاه منطقه‌ای برینرد لیک (به انگلیسی: Brainerd Lakes Regional Airport) یک فرودگاه همگانی با کد یاتا BRD است که یک باند فرود آسفالت دارد و طول باند آن ۱۹۸۱ متر است. این فرودگاه در شهر برینرد، مینه‌سوتا کشور ایالات متحده آمریکا قرار دارد و در ارتفاع ۳۷۳٫۷ متری از سطح دریا واقع شده‌است.